# Наленч V
Наленч V (Sterpiński, Zdzitowiec) – шляхетський герб, вид герба Наленч.

## Опис герба
В червоному полі срібна пов'язка вузлом догори, із золотою зіркою в центрі і таким же хрестом на вузлі.
Клейнод: Три пера страуса.
Намет: Червоний, підбитий сріблом.

## Найбільш ранні згадки
Вперше герб з'явився в Гербовнику лицарства Великого Князівства Литовського Альберта Віюк-Каяловича.

## Власники
- Стерпінські (Sterpiński),
- Жджитовійські (Zdzitowiecki).